# Bulbophyllum oreonastes
Bulbophyllum oreonastes là một loài phong lan thuộc chi Bulbophyllum.